# Drużba Majkop
Drużba Majkop (ros. «Дру́жба» Майкоп) – rosyjski klub piłkarski z siedzibą w Majkopie, w Adygei.

## Historia
Nazwy:
- 1963–1968: Urożaj Majkop («Урожай» Майкоп)
- od 1968: Drużba Majkop («Дру́жба» Майкоп)

Klub powstał w 1963 jako Urożaj Majkop. Wcześniej, bo w rozgrywkach Pucharu ZSRR w 1938 miasto reprezentowała drużyna Miasokombinat.
W 1963 Urożaj debiutował w Klasie B, grupie 3 Mistrzostw ZSRR.
W 1968 zmienił nazwę na Drużba Majkop, a w następnym sezonie 1969 w turnieju finałowym zdobył mistrzostwo Rosyjskiej FSRR. Jednak wtedy nastąpiła reorganizacja systemu lig ZSRR i klub pozostał w lidze, która od 1971 nazywała się Wtoraja Liga. Tam klub z Majkopu występował do 1991 roku.
W Mistrzostwach Rosji klub startował w Pierwszej Lidze, w której występował przez 7 sezonów. Od 1999 występuje w Drugiej Dywizji, grupie Południowej.

## Osiągnięcia
- 1. miejsce w Klasie B ZSRR: 1969
- 1/64 finału w Pucharze ZSRR: 1938
- 4. miejsce w Rosyjskiej Pierwszej Lidze: 1992
- 1/2 finału w Pucharze Rosji: 1993